# Mesochorus gallicator
Mesochorus gallicator är en stekelart som beskrevs av Aubert 1963. Mesochorus gallicator ingår i släktet Mesochorus och familjen brokparasitsteklar. Inga underarter finns listade i Catalogue of Life.